# Castilleja lentii
Castilleja lentii är en snyltrotsväxtart som beskrevs av Noel Herman Holmgren. Castilleja lentii ingår i släktet målarborstar, och familjen snyltrotsväxter. Inga underarter finns listade i Catalogue of Life.